# Alexis Texas

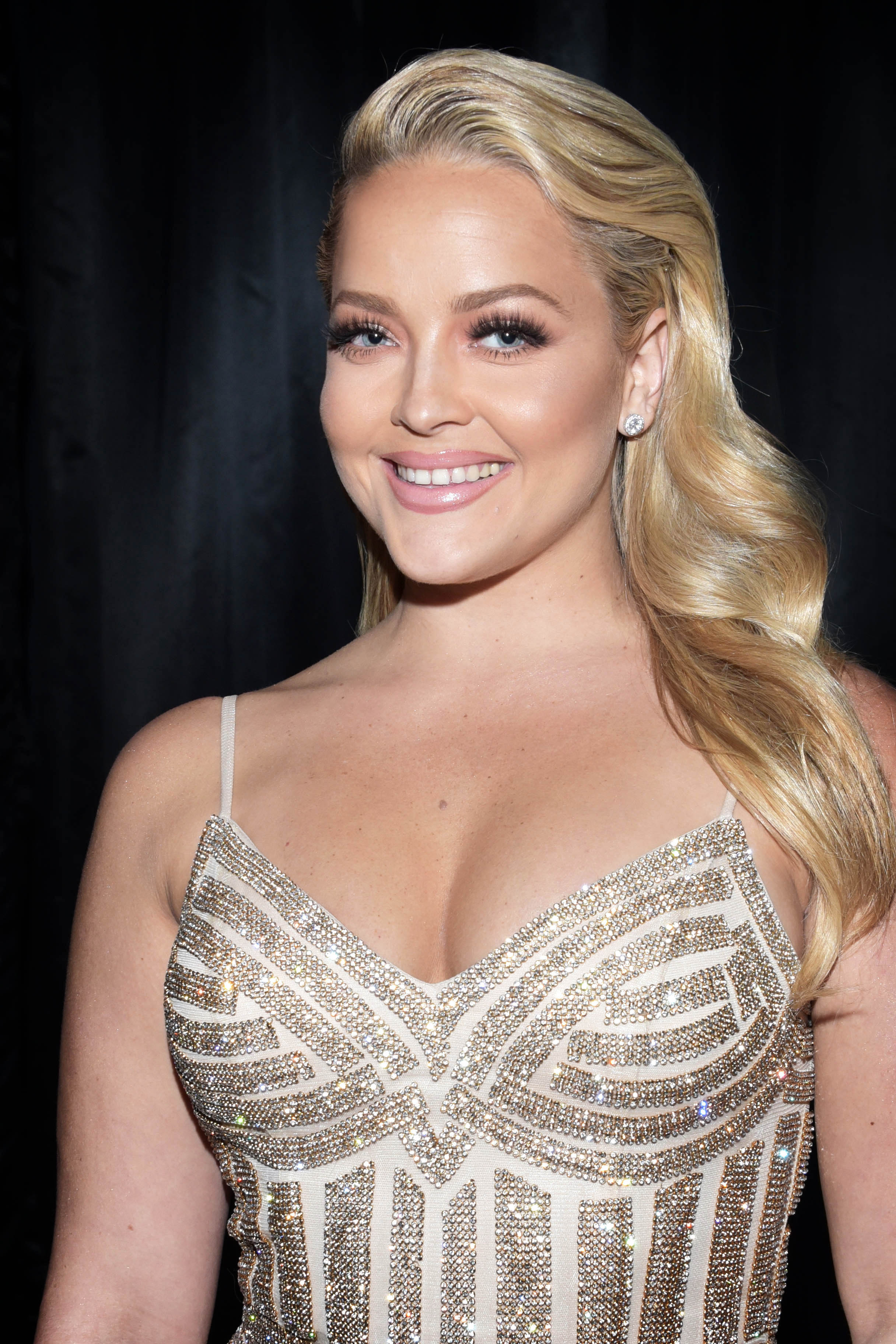
Alexis Texas (2017)

Alexis Texas (* 25. Mai 1985 in Castroville, Texas als Thea Alexis Samper) ist eine US-amerikanische Pornodarstellerin und Regisseurin.

## Karriere

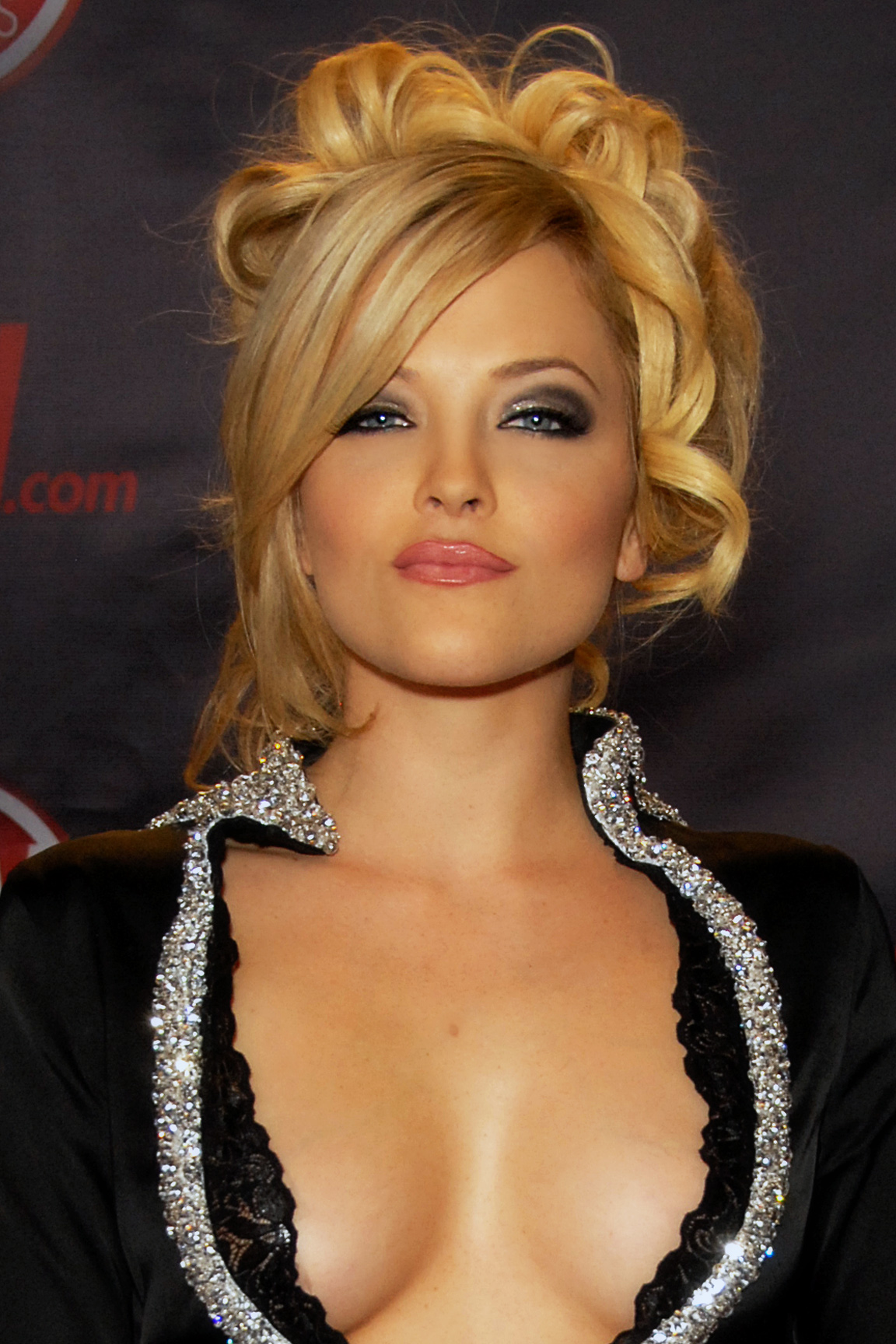
Alexis Texas bei den AVN Awards 2010

Vor dem Beginn ihrer Karriere 2007 arbeitete Alexis Texas unter anderem als Barkeeperin, während sie am College in San Antonio ein Studium zur Krankenschwester absolvierte. Nachdem sie in einer Bar angesprochen wurde, entschloss sie sich, ihre erste Szene zu drehen. Diese drehte sie für den Film Shane’s World's College Amateur Tour In Texas im Oktober 2006, anschließend folgten einige Szenen für das Bang Bros Network. Obwohl sie zunächst nicht vorhatte, dauerhaft in der Pornoindustrie zu arbeiten, zog sie schließlich nach Los Angeles und begann für die Agentur LA Direct zu arbeiten. Im Jahr 2008 spielte sie in Cheerleaders von Digital Playground mit und im Februar 2009 wurde der Film Discovering Alexis Texas veröffentlicht, bei dem Belladonna Regie führte. In ihrem Film Alexis Texas is Buttwoman ist sie in der Rolle der „Buttwoman“, einer Serie des Filmstudios Elegant Angel, als Nachfolgerin der Darstellerinnen Tianna, Tiffany Mynx, Belladonna, Lauren Phoenix und Brianna Love zu sehen. Alexis Texas spielt auch in der Parodie The Office – A XXX Parody. Aufgrund ihres sehr großen Gesäßes ist sie häufig in Filmen der Kategorie Ass-Worship zu sehen, in denen der Fokus auf ihrem Po liegt. Sie ist häufig mit den männlichen Darstellern Mr. Pete, ihrem ehemaligen Ehemann, und Mick Blue zu sehen. Ihre erste Gangbang-Szene hatte sie 2015 in dem Film The Real Buttwoman returns. Unter ihren 170 weiblichen Filmpartnerinnen befinden sich unter anderem häufig Tori Black, ihre beste Freundin Kristina Rose und Audrey Bitoni. Auch in ihrem Privatleben hat sie häufig Sex mit Frauen. Ihr Hüftumfang beträgt 101 Zentimeter. Alexis Texas war von 2008 bis 2013 mit dem Pornodarsteller Mr. Pete verheiratet.
Im Jahr 2008 war sie bei den AVN Awards als Best New Starlet nominiert und von 2009 bis 2011 dreimal als Female Performer of the Year bei den XRCO Awards, gewann jedoch nicht. 2011 gewann sie schließlich zwei Auszeichnungen für ihren Auftritt in Buttwoman vs. Slutwoman gemeinsam mit Asa Akira, Kristina Rose und weiteren. Außerdem wurde sie persönlich 2010 mit zwei F.A.M.E. Awards für die Kategorien Favorite Ass und Hottest Body ausgezeichnet und erhielt 2014 einen AVN Award in der Kategorie Hottest Ass. Ihr Regiedebüt hatte sie 2015 mit dem Film Big Booty Tryouts, in dem unter anderem AJ Applegate und Abella Danger zu sehen sind. Seit 2017 ist sie vermehrt hinter der Kamera tätig und dreht exklusiv Filme für das Studio Elegant Angel.
Neben ihren Auftritten in Pornofilmen war Alexis Texas auch in erotischen TV-Filmen wie Bikini Frankenstein und Love Test zu sehen. Im Horror-Film Bloodlust Zombies erhielt sie 2011 die Hauptrolle als Andrea. Der Film wurde von mehreren Kritikern des Genres beachtet, aber im Allgemeinen nicht herausragend bewertet. Seit 2017 hat sie keine Szenen mit Männern mehr für offizielle Studios gedreht, sondern widmet sich vermehrt ihrem Onlyfans-Profil. Lediglich in lesbischen Szenen ist sie noch zu sehen. Zudem führt sie einen erfolgreichen Youtube-Kanal auf welchem sie Interviews mit Pornodarstellerinnen wie Angela White, Jada Stevens oder auch anderen Prominenten wie zum Beispiel Ne-Yo führt. Sie hat 5,9 Millionen Follower auf Instagram. Außerdem ist sie als Tänzerin aktiv und führt unter dem Namen TeamTexass ein eigenes Stripperinnen-Ensemble.
Im Januar 2022 wurde Texas bei den AVN Awards in die Adult Video News Hall of Fame aufgenommen.

## Filmografie (Auswahl)
Texas drehte bisher über 1000 Filme sowie Szenen für die Websites Brazzers, Reality Kings und Naughty America. (Stand: Juli 2024)
- 2007: Performers Of The Year
- 2007: Massive Asses 1
- 2008: Girlvana 4
- 2008: Big Ass Fixation 3
- 2008: Alexis Texas Is Buttwoman
- 2008: Monster Curves 1
- 2008: Cheerleaders
- 2008: Not The Bradys XXX: Marcia, Marcia, Marcia!
- 2008: Evil Pink 4
- 2008: Oil Overload 1
- 2008: Diary of a Nanny 5
- 2008: Performers of the Year 2009
- 2009: Women Seeking Women 56
- 2009: Discovering Alexis Texas
- 2009: Ass Worship 11
- 2009: The Office – A XXX Parody
- 2009: 2040
- 2009: Deviance
- 2009: Nurses
- 2009: Car Wash Girls 1
- 2009: Scrubs: A XXX Parody
- 2009: This Ain’t Beverly Hills 90210 XXX
- 2009: Slutty and Sluttier 10, 14
- 2009–2018: Battle of the Asses 1, 6, 7
- 2010: Performers Of The Year 2010
- 2010: Tori Black Is Pretty Filthy 2
- 2010: Batman XXX: A Porn Parody
- 2010: Speed
- 2010: The Bombshells 2
- 2015: Big Booty Tryouts
- 2015: The Real Buttwoman Returns
- 2016: Texas Hoedown
- 2016: The Bombshells 7
- 2016: AI: Artificial Intelligence
- 2017: Big Booty Tryouts 2
- 2017: Buttwoman VS Buttwoman
- 2017: Alexis Loves Girls
- 2017: Oil Explosion 2
- 2019: Alexis Texas Roadtrip
- 2020: Alexis Texas Lesbian House Party

### Regie
- 2015: Big Booty Tryouts
- 2015: The Real Buttwoman Returns
- 2016: Texas Hoedown
- 2016: Battle of the Asses 6
- 2017: Big Booty Tryouts 2
- 2017: Alexis Loves Girls (zusammen mit Sid Knox)
- 2020: Miami Booty
- 2020: Alexis Texas Lesbian House Party

## Auszeichnungen

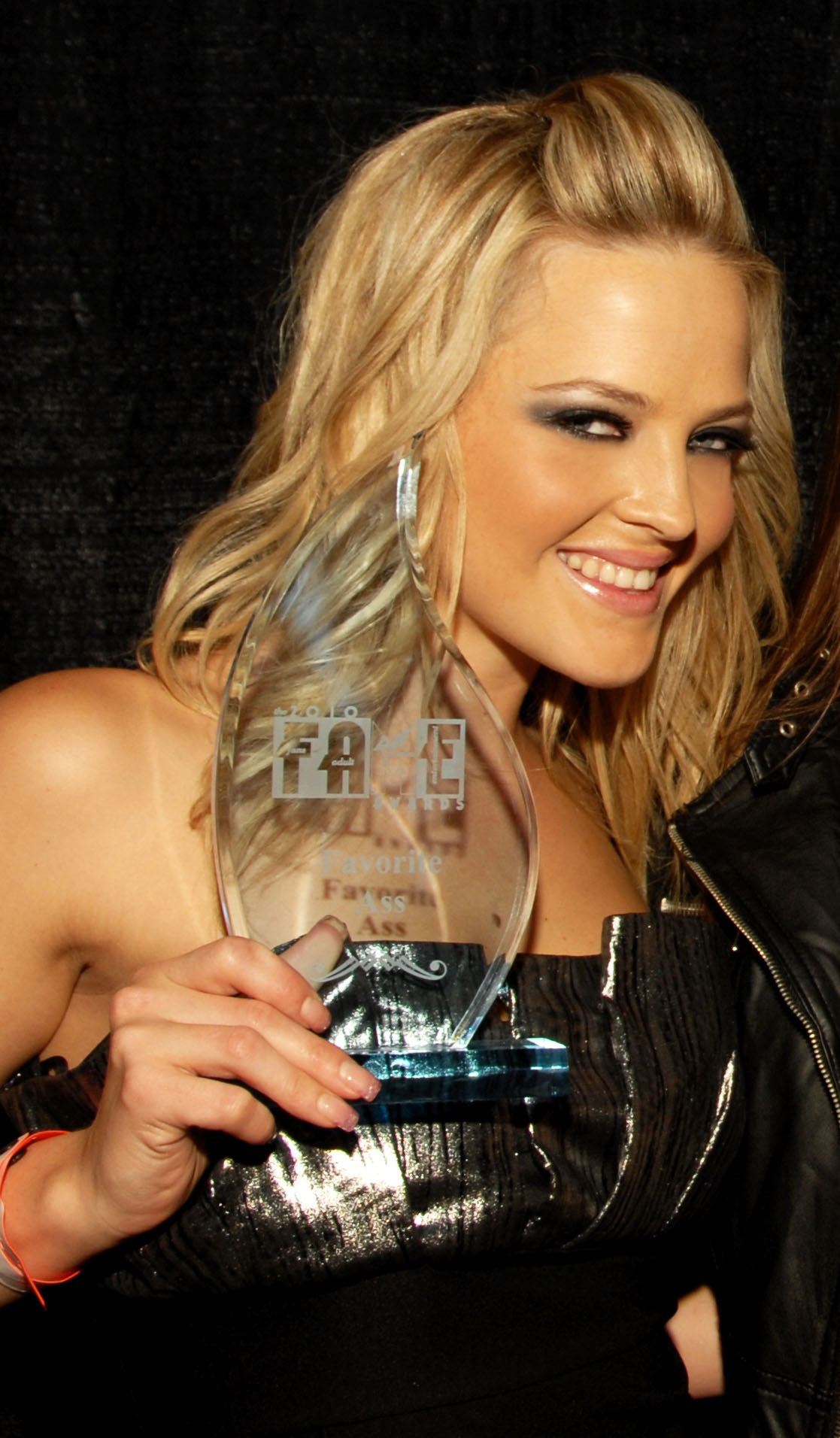
Texas mit ihrem F.A.M.E. Award von 2010 für Favorite Ass

- 2008: NightMoves Award in der Kategorie Best New Starlet (Fan’s Choice)[14]
- 2008: CAVR Award in der Kategorie Performer of the Year[15]
- 2010: AVN Award in der Kategorie Best All-Girl Group Sex Scene für Deviance (zusammen mit Eva Angelina, Teagan Presley und Sunny Leone)[16]
- 2010: F.A.M.E. Award in der Kategorie Favorite Ass[17]
- 2010: AWMDB Fan Pick in der Kategorie Best Booty[18]
- 2011: AVN Award in der Kategorie Best All-Girl 3-Way Sex Scene für Buttwoman vs. Slutwoman (zusammen mit Asa Akira und Kristina Rose)[19]
- 2011: AVN Award in der Kategorie Best Group Sex Scene für Buttwoman vs Slutwoman (zusammen mit Kristina Rose, Gracie Glam und Michael Stefano)[19]
- 2011: AVN Award in der Kategorie Best Tease Performance für Car Wash Girls (zusammen mit Eva Angelina)[19]
- 2011: AVN Award in der Kategorie Best Interactive DVD[19]
- 2011: NightMoves Award in der Kategorie Best Female Performer (Fan’s Choice)[20]
- 2012: NightMoves Award in der Kategorie Best Ass (Fan´s choice)[21]
- 2013: XBIZ Award in der Kategorie Performer Site of the Year für AlexisTexas.com[22]
- 2013: Inaugural Sex Award in der Kategorie Favorite Porn Star Website für AlexisTexas.com[23]
- 2014: AVN Award in der Kategorie Hottest Ass (Fan Award)[24]
- 2014: Fanny Award in der Kategorie Most Heroic Ass[25]
- 2015: AVN Award in der Kategorie Hottest Ass (Fan Award)[26]
- 2015: NightMoves Award in der Kategorie Best Butt (Fan’s Choice)[27]
- 2016: AVN Award in der Kategorie Most Epic Ass (Fan Award)[28]
- 2016: AVN Award in der Kategorie Best All-Girl Group Sex Scene für Angela 2 (zusammen mit Angela White und Anikka Albrite)[28]
- 2017: AVN Award in der Kategorie Most Epic Ass (Fan Award)[29]
- 2018: AVN Award in der Kategorie Most Epic Ass (Fan Award)[30]
- 2018: XRCO Award – Aufnahme in die Hall of Fame[31]
- 2020: AVN Award: Aufnahme in die Hall of Fame[13]

Nominierungen
- 2008: AVN Award in der Kategorie Best New Starlet[32]
- 2009: AVN Award in der Kategorie Female Performer of the Year[33]
- 2009: XBIZ Award in der Kategorie Female Performer of the Year[34]
- 2009: XRCO Award in der Kategorie Female Performer of the Year[35]
- 2010: XRCO Award in der Kategorie Female Performer of the Year[36]
- 2011: XRCO Award in der Kategorie Female Performer of the Year[37]
- 2020: AVN Award in der Kategorie Best All-Girl Series or Channel[38]